# Liste de constructeurs aéronautiques et spatiaux
Voici la liste de constructeurs aéronautiques et spatiaux au sens large (avions, hélicoptères, drones, engins spatiaux)
- Haut – A
- B
- C
- D
- E
- F
- G
- H
- I
- J
- K
- L
- M
- N
- O
- P
- Q
- R
- S
- T
- U
- V
- W
- X
- Y
- Z

## 0-9
- 3Xtrim Aircraft Factory

## A
| - AAA : Advanced Amphibious Aircraft (1988-?) - AAA : American Affordable Aircraft - États-Unis - AAC : Amphibian Airplanes of Canada - Canada - Aachen Flugzeugbau - AAMSA (1971-1984) - AAI Corporation (1985-) - AAS : Ateliers Aéronautiques de Suresnes (en) - AASI Advanced Aerodynamics and Structures Inc. - Abaris Aircraft Corporation (2001- ) - Abbott (en) - ABC Motors - ABHCO (en) - A-B Helicopters - Abrams Air Craft - ABS Aircraft (en) - ACAZ : Ateliers de Construction Aéronautique de Zeebruges - Ace : Ace Aircraft Manufacturing Company (en) (1929- ) - Aceair - Aces High Light Aircraft - Acme : Acme Aircraft Corp (Acme Aircraft Co) (1929-?) - ACME : Air Craft Marine Engineering (en) (1954-?) - AC Mobil 34 - Acro Sport - ACT (en) - AD : Admiralty (British Admiralty Air Department) - AD Aerospace - AD-Y - ADA : Aeronautical Development Agency (en) - Adam : Roger Adam - Adam Aircraft Industries (1998-2009) - Adams Industries - Adams-Toman (nl) - Adams-Wilson Helicopters - Adaro (en) - ADC Aircraft - Ader, Clement - ADI : Aircraft Designs Inc - Adler : Adlerwerke vorm. Heinrich Kleyer - Advanced Aeromarine - Advanced Aircraft Corp (en) - Advanced Aviation - Advanced Soaring Concepts - AEA : Aerial Experimental Association - AEG : Allgemeine Elektrizitäts-Gesellschaft - Aerauto (1950-1953) - Aereon - Aerfer (1955-1969) > Aeritalia - Aerial Distributors (en) - Aerial Service Corporation (en) - Aériane (en) | - Aeritalia (1969- ) > Alenia Aeronautica - Aer Lualdi - Aermacchi (1913-) - Aero > Aero Design and Engineering Company > Aero Commander - Aero : Aero Vodochody (Tchequie) - Aero : Aero Ltd (Pologne) - Aero Adventure Aviation - Aero Engineers Australia (1978-) - Aero Best - Aero Boero - Aero Bravo - Aerocam - Aerocar : Aerocar (Colorado) - Aerocar International - Aérocentre - Aero-Club der Schweiz - Aerocomp - Aero Composites - Aero-Craft - Aero Design - Aero Designs (en) - Aero-Diffusión - Aeronca - Aeros - Aerospatiale : Société nationale industrielle aérospatiale (1970-1999) - Aérospatiale Matra (1999-) - Aerospool - Agusta - Aichi : Aichi Kokuki KK - AIDC : Aerospace Industrial Development Corporation (en) - Airbus Group - Airbus - Airbus Helicopters - Airco : Aircraft Manufacturing Company - Airspeed Ltd (1931-1951) - Albatros Flugzeugwerke - Alcatel Space - Alcatel Alenia Space - Alenia Aeronautica - Alexander Schleicher GmbH & Co - Alon - AltiGator - American Aviation (en) - AMX : AMX International - Antonov - Apex Aviation - Aquila - Arado - Armstrong-Whitworth - Arsenal de l'aéronautique - Astrium - Atlas Aircraft Corporation - ATR : Avions de Transport Régional - Aerei da Trasporto Regionale (1981-) - Aura Aero - Auster (1939-1961) - AVE : Advanced Vehicle Engineers - Aveko - Avcraft (en) - AviaBellanca : AviaBellanca Aircraft Corporation (1983-) - Aviat - Aviation Traders (en) - Avibras (en) - Avionav - Avro - Avro Canada (en) (1945-1962) |

## B
| - Bachem - BAE : BAE Systems - BAMC (en) - Bayerische Flugzeugwerke - Beagle : Beagle Aircraft - Beechcraft - Beecraft (en) - Bell : Bell Aircraft Corporation (1935-1960) - Bell Helicopter : Bell Helicopter Textron (1960-) - Bellanca : Bellanca Aircraft Company (1927-1983) - Beriev (1934-) - Best Off - Blackburn : Blackburn Aircraft Ltd - Blackwing Sweden - Blériot - Blohm & Voss | - Boeing (1916-), Boeing Commercial Airplanes, Boeing Integrated Defense Systems, Boeing Australia (en) - Boisavia - Bölkow - Bombardier Aéronautique - Boom Technology (parfois appelée Boom supersonic) - Boulton Paul Aircraft (1915-1961) - Brandenburg - Brantly (en) - Breda - Breguet (1911-1971) - Brewster (en) (1932-1942) - Bristol Aeroplane Company - British Aerospace (1977-1999) - British Aircraft Corporation - Britten-Norman - BRM Aero - Maurice Brochet - Bücker Flugzeugbau - Burgess (en) (1911-1916) |

## C
| - Call Aircraft Company (1939 - 1959) - CANT (Cantieri Riuniti dell'Adriatico) - Caproni - Caudron (1909 - 1933) - Centre-Est Aéronautique - Centre spatial de Cannes - Mandelieu - Cessna - Champion - Changhe Aircraft Industries Corporation - Chantiers aéronavals Étienne Romano (1929-1937) - Chantiers aéro-maritimes de la Seine (1920--1937) - Chengdu Aircraft Corporation - Chilton (en) - Chrislea (en) - Christen Industries (en) - Cirrus Design - Michel Colomban - Commercial Aircraft Corporation of China - Commonwealth Aircraft Corporation (CAC) - Comper (en) - Consolidated Aircraft Corporation - Construcciones Aeronáuticas SA - Convair - Cox-Klemin Aircraft Corporation - Culver Aircraft Company - Curtiss Aeroplane and Motor Company (1916?-1929) - Curtiss-Wright (1929-) - Czech Sport Aircraft (en) |

## D
- Daher
- Dassault Aviation
- Dawn Aerospace (2017- )
- Defontaine
- de Havilland, de Havilland Canada, de Havilland Australia
- Denel Aerospace Systems
- Armand Deperdussin
- Deutsche/ Daimler-Benz/ DaimlerChrysler Aerospace AG (DASA)
- Dewoitine
- DG Flugzeugbau (Glaser-Dirks Flugzeugbau GmbH)
- Diamond Aircraft
- Dornier
- Douglas (1920-1967)
- Druine
- Dynali Helicopter Company
- Dyn'Aéro

## E
- Entreprise de Construction Aéronautique (ECA, Algérie)
- Eclipse Aviation
- Edgley
- Embraer
- Entwicklungsring-Süd (EWR) (en)
- English Electric
- Enstrom
- ERCO aka Ercoupe (en)
- Eurofighter GmbH
- Evektor-Aerotechnik

## F
- Fairchild, FairchildDornier, M7 Aerospace
- Fairey
- Farman
- Fiat Avio
- Fieseler
- Fletcher Aviation
- Flight design (site web)
- Focke-Wulf
- Focke-Achgelis
- Fokker
- Folland
- Ford (1925-1945?)
- Forney
- René Fournier
- Fuji
- Funk Aircraft

## G
- GEFA-FLUG GmbH (1980-)
- General Aircraft Factory
- General Dynamics
- glasflugel
- Gloster Aircraft Ltd.
- Gothaer Waggonfabrik (GWF)
- Grahame-White (en)
- Grob Aircraft
- Groupe Latécoère
- Government Aircraft Factories
- Grumman (1930-1994)
- Guimbal
- Gulfstream Aerospace (1978-)
- GippsAero

## H
- Hamburger Flugzeugbau GmbH (HFB)
- Handley Page
- Harbin Aircraft Manufacturing Corporation (HAMC)(1952-)
- Hawker Siddeley Company (1934-1977)
- Hawker Pacific Aerospace (en) (1980-)
- Heinkel
- Helio (en)
- Henschel
- Hiller
- Hindustan Aeronautics (HAL)
- Horten (site web)
- Hongdu Aviation Industry Group
- Hughes
- Hurel-Dubois (1947 - )
- Hunting Aircraft

## I
- IAR (of Romania)
- ICON Aircraft
- Ikarus
- Iliouchine
- Interceptor Corporation
- Israel Aircraft Industries (1953-)
- Issoire Aviation

## J
- Jodel
- Junkers
- Marcel Jurca

## K
- Kaman Aerospace
- Kamov
- Kawanishi
- Kawasaki
- Kestrel Aircraft
- Keuthan Aircraft (en)
- Koolhoven (en)
- Kyushu Hikoki

## L
- Lake Aircraft
- Lancashire
- Latécoère
- Laverda
- Lauak Aerostructures France
- Lavotchkine
- Letov
- Let Kunovice (LET)
- LH Aviation
- Lisunov
- Lockheed Martin (1996-)
- Loening Aeronautical
- Loire Aviation
- Luscombe
- Luftverkehrsgesellschaft
- Luton (en)

## M
| - M7 Aerospace - Martin (1912-1916, 1917-1961) - Martin-Baker - Martinsyde - Maule Air - Martinsyde (en) - McDonnell-Douglas - Messerschmitt - Messerschmitt-Bölkow - Messerschmitt-Bölkow-Blohm (MBB) | - Meyers Aircraft Company - Miassichtchev - Mikoyan - Mil - Miles (en) - Mitsubishi (voir aussi Mitsubishi Zero) - Mooney - Morane - Michel Mudry - Murphy Aircraft Mfg. Ltd. (en) |

## N
- Nakajima
- NAMC (en)
- Nieuport (1909 - 1937)
- Nord-Aviation (1954 - 1970)
- North American Aviation (1928-1966)
- Northrop (1926-1994)
- Northrop Grumman (1994-)
- Nomad

## O
- OMA Sud
- OTTO aviation (site officiel)

## P
- Pacific Aerospace
- Panavia
- Parnall
- Partenavia
- Percival Aircraft Company
- Piasecki Helicopter
- Piaggio Aerospace
- Claude Piel
- Pilatus Aircraft
- Piper
- Pipistrel
- Pitts special
- Polikarpov
- Potez
- PZL (Panstowe Zaklady Lotnicze)

## R
- Raytheon
- Reaction Engines Limited
- Recaero
- Rearwin (en)
- Republic (1939-?)
- Robin (1969-)
- Robinson Helicopter
- Rockwell
- Rogozarski (de)
- Rolladen-Schneider Flugzeugbau
- Rolls-Royce
- Rotorway (en)
- Royal Aircraft Establishment
- Royal Aircraft Factory
- Rutan Aircraft Factory
- Ryan Aeronautical Company
- RWD

## S
| - Saab - Saunders-Roe - Scaled Composites - Scheibe Flugzeugbau - Schempp-Hirth - Schweizer - Scottish Aviation - SEPECAT - Short Brothers - SIAI-Marchetti - Siebel - Sikorsky Aircraft Corporation - Slingsby - Smiths Aerospace (en) - Socata - Société nationale des constructions aéronautiques du sud-est - Société nationale des constructions aéronautiques du sud-ouest - Société d'études aéronautiques - Société des Avions Bernard - Société des Avions Michel Wibault - Soko - Sonex - Sopwith - SPAD - Spartan - Sportine Aviacija - Stearman (en) (1927-1934) - Stemme - Sud-Aviation - Sukhoï (1939-) - Sun Lake Aircraft (Florida) - Supermarine - Swearingen |

## T
- Taylorcraft
- Technovia
- Techspace Aero
- Tecnam
- Thales Alenia Space
- Thomas-Martin
- Thorp Aero (en)
- Trago Mills (en)
- Travelair
- TL–Ultralight (en)
- Tupolev

## U
- Udet-Flugzeugbau
- Utva (1937-)

## V
- Van's Aircraft
- VEF
- Venture Light Aircraft (en)
- Vereinigte Flugtechnische Werke GmbH (VFW)
- Vickers
- Vickers-Armstrongs
- Volaircraft
- Vought
- Vulcanair (en)
- Vultee Aircraft

## W
- WACO
- Wassmer (1905-1977)
- Weser Flugzeugbau GmbH
- Westland Aircraft et Westland Helicopters
- Wright Aeronautical (1919-1929)
- Wright Company (1909-1916)
- Wright-Martin (en) (1916-1919)

## X
- Xi'an Aircraft Industrial Corporation

## Y
- Yakovlev
- Arsenal naval de Yokosuka

## Z
- Zlin
- Zivko Aeronautics (en)
- Zenair